# トマス・ルバンガ
トマス・ルバンガ（Thomas Lubanga Dyilo, 1960年 - ）は、コンゴ民主共和国において活動していた反政府組織の指導者。戦争犯罪者。

## 概要
1990年代、反政府組織であるコンゴ民主連合は分派を繰り返し、一部の勢力によりコンゴ愛国連合 (Union of Congolese Patriots)及び同組織内の武装組織、コンゴ愛国者同盟（Patriotic Forces for the Liberation of Congo）が設立。トマス・ルバンガが指導者となった。コンゴ民主共和国の東部に位置するイトゥリ州に拠点を置き、資金源を金鉱山、人的供給源を少年らの拉致により補い勢力を拡大。1999年-2006年にかけて約6万人の民間人が殺害される、イトゥリ紛争と呼ばれる混乱の一翼を担った。
2006年に身柄を拘束、国際刑事裁判所（ICC）により、少年兵を徴集した罪の裁判が行われていたが、裁判所は2012年、禁錮14年の量刑を言い渡した。
2017年12月15日、国際刑事裁判所は、トマス・ルバンガに対して徴兵された多数の少年兵に対する賠償金として1,000万ドルの請求を認める判決を下した。賠償金は、被害者の生活再建や社会復帰を支援するプロジェクトに使われるとされているが、一方で、ルバンガは財産をまったく持っていないと認定されているため実効性はほとんどないものと考えられている。ルバンガは、引き続きコンゴ民主共和国内の刑務所に服役している。
2025年1月、国連の専門家グループはコンゴ民主共和国（DRC）に関する報告書の中で、トーマス・ルバンガが武装集団、イトゥリ州のザイール、そして3月23日運動を支援していると非難した。。

## 2000年代前後にコンゴ国内及びコンゴに波及した周辺国の紛争
- プレトリア包括合意 (第二次コンゴ戦争)
- ルワンダ虐殺